# Казанский (Болховский район)
Каза́нский — посёлок в составе Болховского района Орловской области, входит в Боровское сельское поселение. Население — 1 чел. (2010).

## География
Посёлок расположен в центральной части Среднерусской возвышенности в лесостепной зоне, на севере Орловской области.
Географическое положение
в 9 км. — административный центр поселения деревня Козюлькина, в 9 км — административный центр района
Климат
близок к умеренно-холодному, количество осадков является значительным, с осадками даже в засушливый месяц. Среднегодовая норма осадков — 627 мм. Среднегодовая температура воздуха в Болховском районе — 5,1 °C.

## Население
| 2010 |
| ---- |
| 1    |

Национальный и гендерный состав
По данным Всероссийской переписи населения 2010 года в гендерной структуре населения мужчины составляют 100 %, женщин нет; остальная количественная информация не отображается в целях защиты конфиденциальности данных.
Согласно результатам переписи 2002 года, в национальной структуре населения
русские составляли 100 % из общей численности населения в 4 жителя

## Транспорт
Просёлочные дороги.